# Torre del Mas
La Torre del Mas és una torre de guaita de finals del segle x principis del xi que va formar part de la fortalesa aresana. Es troba a la part més antiga del nucli urbà d'Ares dels Oms, al pati de la Casa del Mas, al carrer Rei En Jaume, quedant actualment inclosa al recinte del Museu Municipal.
Sota la protecció de la Declaració genèrica del Decret de 22 d'abril de 1949, i la Llei 16/1985 sobre el Patrimoni Històric Espanyol.

## Història
Encara que l'anomenada Torre del Mas s'edifiqués probablement sobre una construcció íbera, la seva factura és clarament musulmana, probablement de principis del segle xi, quan els Banu Qasim governaven la taifa d'Alpont.
Hi ha indicis que va ser reformada durant els primers anys de la  Reconquesta cristiana. Va formar part del  circuit emmurallat de la vila a ll'època medieval, ja que en les seves proximitats s'han trobat vestigis de les seves teles.

## Descripció
Al pati central de la Casa del Mas s'alça la torre islàmica, principal mostra d'arquitectura civil del municipi, construïda durant el segle x.
En ella també s'observen restes del llenç de la muralla àrab, així mateix en bon estat de conservació, i com s'ha aprofitat per fer edificacions. És una torre de planta quadrada, típicament musulmana, d'uns 5 per 5 metres de base i 8 metres d'alçada, feta d'argamassa amb cants. Recentment ha estat rehabilitada. A 1998, va ser adquirida per l'Ajuntament com a patrimoni històric - artístic municipal.